# Petr Packert
Petr Packert (22. února 1943, Praha - 23. dubna 2003, Praha) byl český fotbalový trenér a bývalý fotbalový obránce.

## Fotbalová kariéra
V československé lize Bohemians Praha. Nastoupil ve 141 ligových utkáních a dal 12 gólů. V Poháru UEFA nastoupil ve 2 utkáních. Kariéru končil v TJ Modřany.

## Ligová bilance
| Ročník                                   | Zápasy | Góly | Klub            |
| ---------------------------------------- | ------ | ---- | --------------- |
| 1. československá fotbalová liga 1963/64 | 4      | 0    | Bohemians Praha |
| 1. československá fotbalová liga 1964/65 | 16     | 1    | Bohemians Praha |
| 1. československá fotbalová liga 1966/67 | 20     | 6    | Bohemians Praha |
| 1. československá fotbalová liga 1967/68 | 22     | 1    | Bohemians Praha |
| 1. československá fotbalová liga 1969/70 | 27     | 0    | Bohemians Praha |
| 1. československá fotbalová liga 1973/74 | 26     | 2    | Bohemians Praha |
| 1. československá fotbalová liga 1974/75 | 12     | 1    | Bohemians Praha |
| 1. československá fotbalová liga 1975/76 | 14     | 1    | Bohemians Praha |
| CELKEM                                   | 141    | 12   |                 |

## Trenérská kariéra
Trénoval československé dorostenecké reprezentace, poté povýšil k výběru "lvíčat" Československa do 21 let. Ve druhé polovině 80. let vystřídal několik klubů v Řecku: OFI Kréta, Panathinaikos FC, s nímž vybojoval mistrovský titul i pohár, Ethnikos Pireus, PAS Giannina, Korinthos, v české lize působil jen jednu sezónu v Bohemians Praha, dále vedl druholigový Tatran Poštorná a na závěr kariéry alžírský ES Sétif.